# Гуадалупе
Вижте пояснителната страница за други значения на Гуадалупе.
Гуадалупе (на английски: Guadalupe) е град в окръг Марикопа, щата Аризона, САЩ. Гуадалупе е с население от 5732 жители (2007) и обща площ от 2 km². Намира се на 376 m надморска височина. ZIP кодът му е 85283, а телефонният му код е 480.